# 南風椎
南風 椎（はえ しい、本名・長野 眞、1948年〈昭和23年〉4月25日 − 2015年〈平成27年〉9月9日）は、物書き、編集者、翻訳家。株式会社フライ・コミュニケーションズ代表。

## 来歴
1948年（昭和23年）長崎県佐世保市生まれ。横浜、函館、倉敷で青春時代を過ごす。
1971年（昭和46年）上智大学を卒業後、新聞記者、コピーライターの仕事を経験し、シカゴに留学。帰国後、「日本国憲法」（小学館）の共同編集をきっかけに、東京都港区にフライ・コミュニケーションズを設立。
「ジョン・レノン家族生活」や「オノ・ヨーコ グレープフルーツジュース」、「グリーティングブックス」などの話題作を企画、執筆、翻訳する。1990年（平成2年）作者不明の英詩「A THOUSAND WINDS」を日本語訳し、「1000の風」の邦題で展覧会にて発表。1995年に三五館より出版される。
すべてがオリジナル・アートで作られる「ART WORKS」（限定150部）の発行人で、1985年の創刊以来、忌野清志郎、岡本太郎、勝新太郎など総勢約600名のアーティストが参加。65号まで刊行された。現在も、MoMA、スミソニアンなど国内外の美術館で永久保存されている。
2009年（平成21年）世界にたった一冊の本をつくる「ニュー・グリーティングブックス」のウェブサイトを開設。注文を受けてから一冊ずつ作るオンデマンド方式で製本される。
2011年（平成23年）までの10年間、横浜の小さな森の中で自然とともに暮らす。現、神奈川県鎌倉市在住。
2015年（平成27年）9月9日、癌のため鎌倉市内の自宅で死去。67歳没。

### ペンネームの由来
南風椎（はえ・しい）は、「Fly Communications（ハエ・C）の言葉遊び。フライとはハエのこと。
『オノ・ヨーコが70年代に作った前衛映画「FLY」で、一匹のハエがぶんぶんと飛んだり這いずり回ったりするのをカメラが追う。やがてそのハエは全裸の女性の体の上を動き回っていたことがわかってくる。ぼくらもあんなふうに好奇心の赴くままに飛び回っていれば、やがてぼくらがどこにいるのか、全体像が見えてくるだろう。そういう仕事をしようと思った。名刺のFlyの文字はヨーコさんが書いてくださった』と紹介している。
真野流（まの・りゅう）というもうひとつのペンネームも持っている。

## 著書

### 企画・執筆したシリーズ
- グリーティング・ブックス #1 − #67（パルコ出版）
- ブック・オブ・カラーズ #1 − #20（パルコ出版／DHC）
- グッドデイ・ブックス #1 − #8（パルコ出版）
- ポケット・オラクル #1 − #8（三五館）
- ハッピー・ブックス #1 − #4（Tokyo FM出版）

### 企画・編集した本
- 「ジョン・レノン家族生活　John Lennon A Family Album」 写真／Nishi F. Saimaru （角川書店 1982.12／小学館／英訳版 Cadent Books社）
- 「湘南 SHONAN − 最後の夢の土地」 共編／北山耕平 （冬樹社 1983.5）
- 「アメリカの神々」 写真／アニー・リーボヴィッツ（福武書店 1984.1）
- 「Ai ジョン・レノンが見た日本  Japan Through John Lennon's Eyes」 （小学館 1990.11／ちくま文庫／英訳版 Cadent Books社）
- 「グレープフルーツ・ジュース」 著／オノ・ヨーコ（講談社 1993.10）
- 「Smile」 絵／ジェリー・ガルシア （パルコ出版1993.11 ）

### 執筆・翻訳した作品
- 「ジョイはきれいな水を飲む − 私の中にすむ76人の友人たち」 （パルコ出版 1993.6）
- 「日本国憲法 前文」 （三五館 1994.5）
- 「政治的に正しいおとぎ話」（DHC 1995.5）
- 「1000の風 − あとに残された人へ」 （三五館 1995.6）
- 「ワイルドガールズ・クラブ」 （Tokyo FM出版 1996.6）
- 「ジョンとポールが出会った日」 （Tokyo FM出版 1997.3）
- 「アップル宣言 − クレイジーな人たちへ」 共訳／北山耕平 （三五館 1998.2）
- 「天国の黙示録」 （DHC 1998.6）
- 「迷子になった鳩」 （小学館プロダクション 2002.3）
- 「スケルトン・キー  グレイトフル・デッド辞典」 （工作舎 2004.9）
- 「瞑想750年」 （三五館 2010.5）